# Lloyd's Open Form
Le 'Lloyd's Open Form (en français, formulaire ouvert de Lloyd), aujourd'hui habituellement raccourci en LOF, et précédemment intitulé (en) Lloyd's Standard Form of Salvage Agreement (Formulaire d'agrément de sauvetage standard Lloyd's), est un contrat standard pour les propositions d'opération de recherche et sauvetage en mer. Initialement créé à la fin du XIXe siècle, le formulaire est publié par Lloyd's of London et est le formulaire le plus couramment utilisé pour les sauvetage en mer. La révision du LOF de 1980 a apporté un changement majeur pour la sauvegarde de l'environnement.

## La récompense de sauvetage
Après qu'un navire en panne accepte une offre de sauvetage d'un sauveteur, un contrat contraignant est créé. Il est alors normal de s’entendre sur le LOF dans l’intérêt de la sécurité des termes. Le LOF est appelé « ouvert » car il ne spécifie aucune somme particulière pour le travail de récupération. En effet, il se peut qu’il ne spécifie pas une somme, le sauvetage n’étant pas un contrat de services mais un accord de prestation de services dans l’espoir d’une « récompense » à déterminer ultérieurement lors d’une audience arbitrale à Londres, où les conseillers de la Reine exerçant au barreau de l'Amirauté sont spécialisés en tant qu'arbitres maritimes.
Lors de la détermination de l'indemnité de sauvetage, un arbitre applique la loi anglaise sur le sauvetage civil, elle-même soumise à la convention de 1989 sur le sauvetage, qui succède à la convention de 1910 initiale. La valeur du navire, sa cargaison et le fret en péril sont pris en compte lorsque l'arbitre décide de ce que la récompense devrait être, de même que de l'ampleur des dangers et de la difficulté à effectuer le sauvetage. 

### « Pas de remède - pas de salaire »
Traditionnellement, la récompense de sauvetage était subordonnée à la récupération du navire ou de la cargaison par le sauveteur. Si aucun secours n'était sauvé, le sauveteur ne recevait rien, peu importe le temps et l'argent consacrés au projet. Ce principe sévère s’appelle « Pas de remède - pas de salaire »  ((en) No cure – no pay) ; en haut de la page 1 du LOF, sous le titre « Convention de sauvetage », figure un énoncé de cette prémisse fondamentale. 
Dans les années 1960 et 1970, un certain nombre de pétroliers à coque simple vieillissants ont commencé à peiner et à laisser échapper d'énormes nappes de pétrole brut. Alors que les navires de passage étaient obligés d’offrir une assistance raisonnable pour sauver des vies, ils hésitaient à offrir des services de sauvetage dans une aventure apparemment imprudente visant à sauver une carcasse de faible valeur où les risques de responsabilité civile pourraient être énormes. Au lieu de cela, les sauveteurs préféraient travailler dans des cueillettes plus riches et moins dangereuses. Cette situation inquiète les États côtiers (dont les plages sont exposées à la pollution par les marées noires) et les assureurs « clubs P & I », qui pourraient être responsables d'assumer les frais et d’indemniser les risques aux tiers.

### Sauvetage dans l'environnement moderne
Pour remédier à cette situation, le Lloyd's Open Form de 1980 prévoyait qu'un pétrolier en sinistre pouvait engager des services de sauvetage et garantir une récompense à condition que le sauveteur ait fait preuve de la diligence requise pour tenter de préserver le milieu marin de la pollution. Cette innovation a été couronnée de succès et la communauté internationale a été si ravie et impressionnée que seulement quelques années plus tard, la Convention de 1989 sur le sauvetage est entrée en vigueur, adoptant cette nouvelle idée de LOF. Plus précisément, les articles 13 et 14 de la Convention établissent la base moderne pour établir le montant de la récompense.
Bien que la Convention de 1989 ait été un succès, la décision de la Chambre des Lords dans l'affaire The Nagazaki Spirit (en) montrait qu'elle avait été mal rédigée par endroits et ne prévoyait pas toujours un remboursement suffisant des sauveteurs. L’industrie maritime internationale s’est associée aux « clubs P & I » ((en) Protection and indemnity insurance clubs, en français « clubs d' Assurance de protection et d'indemnisation ») en 2000 pour élaborer le nouveau formulaire SCOPIC (acronyme de (en) Special Compensation - P&I Clubs, en français « Compensation spéciale pour les clubs d'assurance de protection et d'indemnisation »), un codicille qui pourrait être annexé à la LOF pour remédier aux carences de la Convention de 1989.